# جوسيف ليفي
جوسيف ليفي (بالإنجليزية: Josef Levi)‏ هو فنان أمريكي، ولد في 17 فبراير 1938 في نيويورك في الولايات المتحدة.